# Master commandant
Master Commandant, (Meester Commandant), (Master and Commander), was een militaire rang bij de marine in de vroege geschiedenis van de United States Navy. De rang van master commandant was enigszins hoger dan die van luitenant en een master commandant voerde veelal het bevel op oorlogsschepen die te klein waren om onder het bevel van een kapitein te vallen.
In de United States Navy werd de rangtitel in 1838 ingekort tot "commander".

## Geschiedenis
De vroege U.S. Navy had drie graden van officieren die gewoonlijk het bevel voerden op oorlogsschepen: kapitein, master commandant en luitenant-commander (wat geen aparte rang was, maar een titel die aan een gewone luitenant werd gegeven). Die structuur bestaat grotendeels nog in 
de moderne Amerikaanse marine, met afzonderlijke rangen van kapitein, commandant en luitenant-commandant. 
Master commandant was ongeveer gelijkwaardig aan die van 'master and commander' bij de Royal Navy, waar de titel in 1794 werd verkort tot "commander".
Wanneer hij het bevel voerde over een groot fregat, zelfs op een zeilsloep of brik, werd een master commandant aangesproken als "kapitein" door de matrozen aan boord.
Opvallend genoeg droeg de Amerikaanse marineheld Stephen Decatur nooit de rang van master commandant. Na zijn stoutmoedige leiding bij de aanval waarbij het door de Barbarijse piraten gekaapte Amerikaans fregat de "USS Philadelphia" in de haven van Tripoli werd vernietigd in 1804, keerde Decatur terug naar Amerika als nationale held en werd hij meteen gepromoveerd van luitenant tot kapitein.
Heden spreekt men ook bij de marine over kapitein-ter-zee of luitenant-ter-zee. Deze titels onderstrepen de bevelvoerende commandanten, zowel vanaf vliegdekschepen, slagschepen, kruisers, fregatten, torpedojagers tot onderzeeërs. Op de kleinere marineschepen zoals mijnenvegers, mijnenleggers en marinesleepboten, kunnen ook onder bevel staan van een luitenant-ter-zee. Tijdens de Tweede Wereldoorlog waren op het laatst van de oorlog, bij de Duitse U-boten Kriegsmarine, merendeels bevelvoerende luitenants-ter-zee als commandant gezagvoerders. Een hogere rang kregen ze na geslaagde operaties, maar op het einde van de oorlog was dit niet meer mogelijk.